# 新民市
新民市（しんみん-し）は中華人民共和国遼寧省瀋陽市に位置する県級市。

## 歴史
1682年（康熙21年）に設置された巨流河巡検が乾隆初年に新民屯に移転したことが地名の初見である。1813年（嘉慶18年）、承徳西部及び広寧北東部に新に新民庁が設置された。1902年（光緒28年）に新民府に昇格すると同時に満都戸、西仏牛録、八角台、沙嶺地区にが遼中県（まもなく八角台地区は台安県、沙嶺地区は盤山庁に改編）が設置されている。同年法庫庁が新設されることとなり、小塔子を境界とし、塔北が法庫、塔南が新民とされた。
1907年（光緒33年）、奉天省の管轄とされ、中華民国が成立すると1912年（民国元年）に新民県と改称、遼寧省の所管とされた。1932年（大同元年）、満州国が成立すると奉天省新民県とされた。
1945年（民国34年）の日本の敗戦に伴い中華民国が施政権を回復したが、国共内戦の結果1948年（民国37年）12月29日に中国共産党の指導による新民県人民政府が成立し、遼北省の所管とされた。その後1949年4月に遼西省、1954年8月に遼西省及び遼東省の合併に伴い遼寧省に移管されている。
1993年6月14日、県級市の新民市に改編される。

## 行政区画
4街道、20鎮、4郷を管轄する。
- 街道：遼浜街道、東城街道、西城街道、新柳街道
- 鎮：大紅旗鎮、梁山鎮、公主屯鎮、興隆鎮、前当堡鎮、大民屯鎮、大柳屯鎮、興隆堡鎮、胡台鎮、法哈牛鎮、柳河溝鎮、高台子鎮、張家屯鎮、羅家房鎮、三道崗子鎮、東蛇山子鎮、陶家屯鎮、周坨子鎮、金五台子鎮、新農村鎮
- 郷：紅旗郷、盧家屯郷、姚堡郷、于家窩堡郷

## 交通

### 鉄道

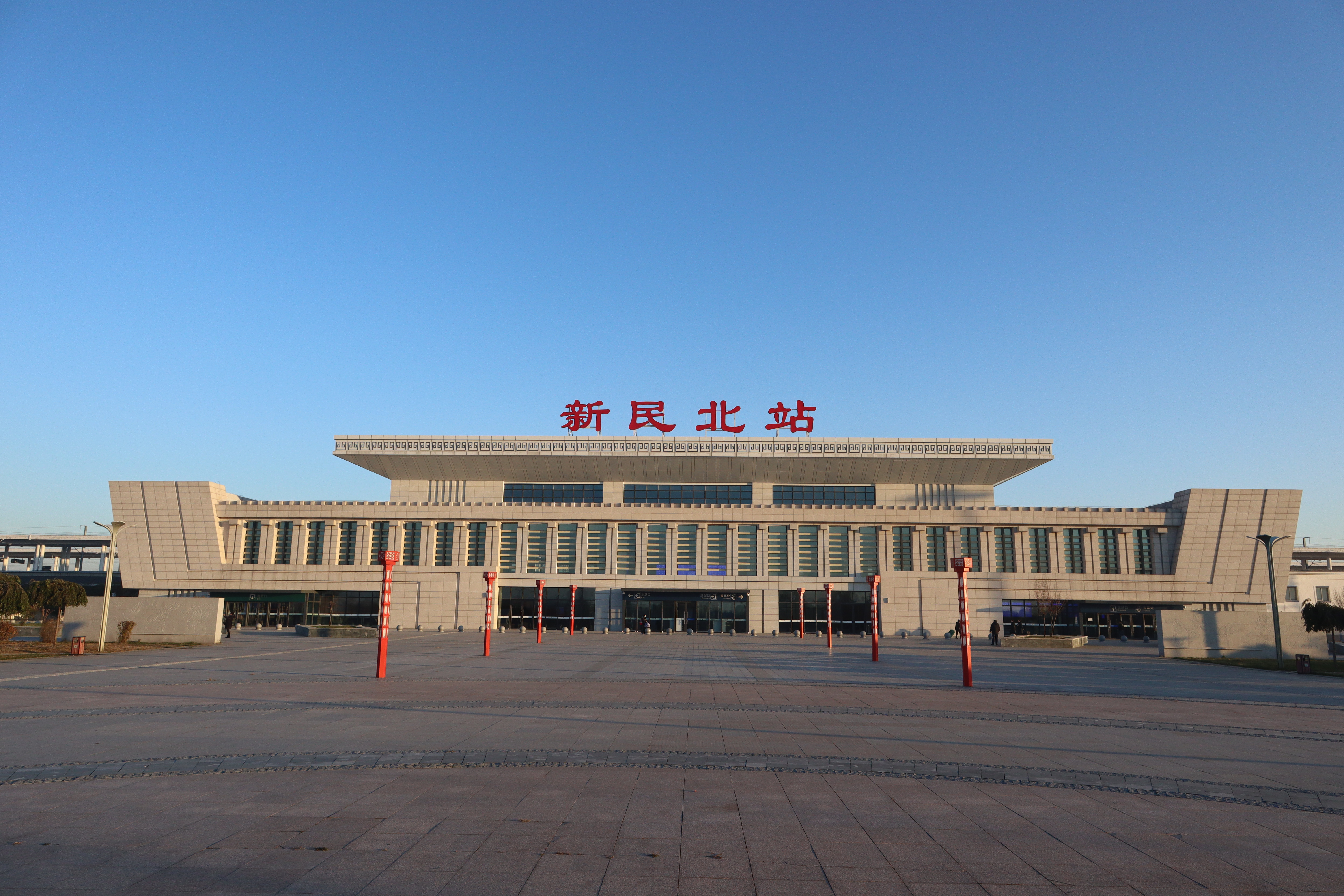
新民北駅

- 中国国家鉄路集団
  - 京瀋旅客専用線、新通旅客専用線（中国語版）
    - 新民北駅

  - 瀋山線
    - 新民駅

  - 高新線（中国語版）

### 道路
- 高速道路
  -  遼中環状高速道路
  -  丹阜高速道路
  -  新魯高速道路（中国語版）
- 国道
  -  G101国道
  -  G230国道
  -  G304国道